# Heilige Dreifaltigkeit (Grafenwiesen)

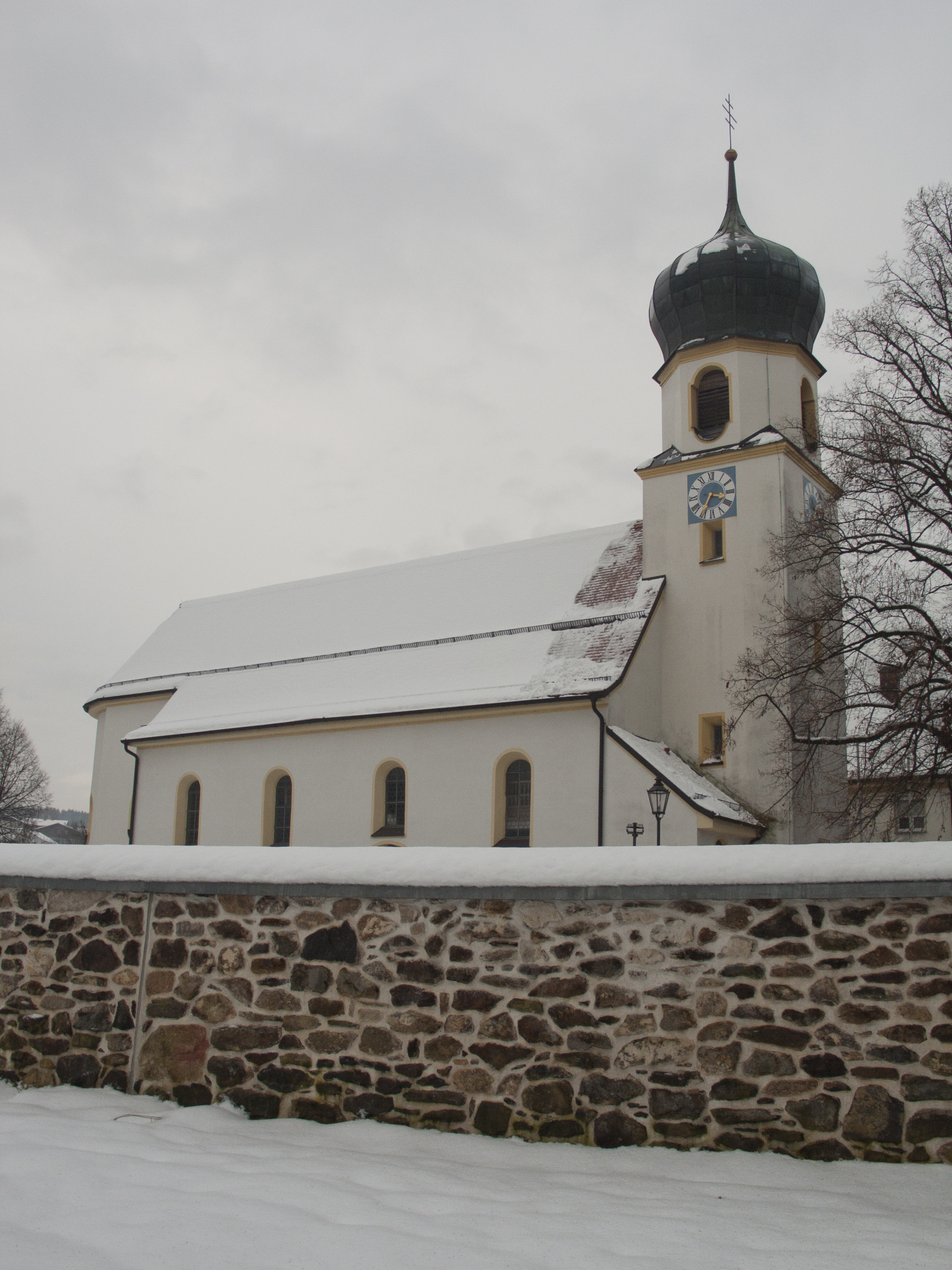
Heilige Dreifaltigkeit (Grafenwiesen)

Die römisch-katholische, denkmalgeschützte Pfarrkirche Heilige Dreifaltigkeit steht in Grafenwiesen, einer Gemeinde im Landkreis Cham der Oberpfalz. Sie gehört zum Bistum Regensburg. Das Bauwerk ist unter der Denkmalnummer D-3-72-130-5 als Baudenkmal in die Bayerische Denkmalliste eingetragen.

## Beschreibung
Die neobarocke Saalkirche wurde 1920–23 erbaut. Sie besteht aus einem Langhaus, einem eingezogenen rechteckigen Chor mit einer angebauten Apsis im Osten und einem Fassadenturm auf quadratischem Grundriss im Westen, dessen oberstes quadratisches Geschoss die Turmuhr, und das darüber liegende achteckige den Glockenstuhl beherbergt. Bedeckt ist er mit einer Zwiebelhaube. Die Kirchenausstattung wurde um 1760 aus der Kapelle des Schlosses Grafenwiesen übernommen. Auf dem Altarretabel des Hochaltars ist die Trinität mit einem Fürbittengebet der Maria für die Armen Seelen dargestellt. Die Orgel wurde 1992 von der Orgelbau Eisenbarth errichtet.